# Mistrovství světa v zápasu ve volném stylu 2007
Mistrovství světa v zápase ve volném stylu 2007 se uskutečnilo v hlavním městě Ázerbájdžánu, Baku.     

## Výsledky

### Volný styl muži
| Kategorie | Zlato               | Stříbro                 | Bronz             | Bronz                    |
| --------- | ------------------- | ----------------------- | ----------------- | ------------------------ |
| 55 kg     | Besik Kuduchov      | Bayaraagiin Naranbaatar | Rizvan Gadzhiev   | Andy Moreno              |
| 60 kg     | Mavlet Batyrov      | Anatol Guidea           | Bazar Bazarguruev | Sahit Prizreni           |
| 66 kg     | Ramazan Şahin       | Geandry Garzón          | Irbek Farnijev    | Otar Tušišvili           |
| 74 kg     | Machač Murtazalijev | Ibragim Aldatov         | Iván Fundora      | Čamsulvara Čamsulvarajev |
| 84 kg     | Giorgi Ketojev      | Jusup Abdusalamov       | Rezá Jazdání      | Zaurbek Sochijev         |
| 96 kg     | Chadžimurat Gacalov | Saeid Ebrahimi          | Kurban Kurbanov   | Daniel Cormier           |
| 120 kg    | Bilal Machov        | Alexis Rodríguez        | Artur Tajmazov    | Vadim Tasojev            |

### Volný styl ženy
| Kategorie | Zlato             | Stříbro             | Bronz                    | Bronz             |
| --------- | ----------------- | ------------------- | ------------------------ | ----------------- |
| 48 kg     | Chiharu Icho      | Iryna Merleniová    | Li Xiaomei               | Mayelis Caripá    |
| 51 kg     | Hitomi Sakamotová | Ren Xuecheng        | Anne-Catherine Deluntsch | Erica Sharp       |
| 55 kg     | Saori Jošidaová   | Ida-Theres Karlsson | Natalja Golcová          | Olga Smirnova     |
| 59 kg     | Audrey Prieto     | Stéphanie Groß      | Dorjiin Narmandakh       | Nataliya Synyshyn |
| 63 kg     | Kaori Ičová       | Jelena Šalyginová   | Monika Rogien            | Sara McMann       |
| 67 kg     | Jing Ruixue       | Martine Dugrenier   | Cathrine Downing         | Natalja Kuksinová |
| 72 kg     | Stanka Zlatevová  | Kristie Marano      | Guzel Manyurova          | Olga Zhanibekova  |

## Týmové hodnocení
| Pořadí | Muži volný styl | Muži volný styl | Ženy volný styl | Ženy volný styl |
| Pořadí | Tým             | Body            | Tým             | Body            |
| ------ | --------------- | --------------- | --------------- | --------------- |
| 1      | Rusko           | 68              | Japonsko        | 52              |
| 2      | Turecko         | 40              | Kazachstán      | 39              |
| 3      | Kuba            | 34              | Ukrajina        | 39              |
| 4      | USA             | 32              | Čína            | 36              |
| 5      | Uzbekistán      | 31              | USA             | 32              |
| 6      | Ukrajina        | 28              | Kanada          | 31              |
| 7      | Írán            | 19              | Rusko           | 31              |
| 8      | Kyrgyzstán      | 14              | Francie         | 26              |
| 9      | Bulharsko       | 12              | Německo         | 16              |
| 10     | Mongolsko       | 12              | Švédsko         | 16              |